# Xenia Seeberg
Xenia Seeberg (* 4. April 1967 in Geldern als Anke Wesenberg) ist eine deutsche Schauspielerin.

## Leben
Seeberg erreichte einen Bachelor-Abschluss in Latein und Philosophie. Später besuchte sie die Schauspielschule von Lee Strasberg in New York City. Seeberg spricht fließend Deutsch und Englisch. Bekannt wurde sie als Schauspielerin in Geliebte Schwestern, in Olaf Ittenbachs Horrorfilm Beyond the Limits und in der Sci-Fi-Serie Lexx. 1996 nahm sie bei EMI Electrola als Xenia einen Diskotrack namens Heartbeat auf, der als Maxi-CD erschien, aber ohne nennenswerten Erfolg blieb. Im April 2005 war Xenia Seeberg auf dem Titelbild des deutschen Playboy-Magazins.
Von 2003 bis 2011 war Seeberg mit dem Schauspieler Sven Martinek (Der Clown) verheiratet. Zusammen haben sie einen Sohn. Von 2011 bis 2014 war sie mit dem Universal-Music-Manager Sven Kilthau-Lander (* 1971) liiert.
Seeberg lebt nach vielen Jahren in Berlin mittlerweile mit ihrem Sohn in Thailand auf der Insel Koh Samui.

## Filmografie
- 1994: Farinelli
- 1996: Verbotene Liebe (Fernsehserie, 28 Folgen)
- 1995: Cult TV (Fernsehserie)
- 1996: Die Panne (Kurzfilm)
- 1996: Pop Rocky TV (Pilot zu Fernsehreihe)
- 1997: Knockin’ On Heaven’s Door
- 1997: Das erste Semester
- 1997: Geliebte Schwestern (Fernsehserie, 4 Folgen)
- 1997: Mafia, Pizza, Razzia (Kurzfilm)
- 1997: Hilda Humphrey
- 1997: Nikola (Fernsehserie, Folge: Ding dong)
- 1998–2001: Lexx, Staffel 2 bis 4 (Fernsehserie, 55 Folgen)
- 1999: Total Recall 2070 (Fernsehserie, Folge: Assessment)
- 1999: Ritas Welt (Fernsehserie, Folge Die Löwenmutter, alternativer Titel: Eine Frau sieht rot)
- 2000: Liebe, Tod und viele Kalorien
- 2001: Ein starkes Team: Kleine Fische, große Fische (Fernsehreihe)
- 2001: Ein Fall für zwei (Fernsehserie, Folge: Tod eines Models)
- 2001: Jetzt bringen wir unsere Männer um
- 2001: Die Großstadt-Sheriffs (Fernsehfilm)
- 2002: Im Visier der Zielfahnder (Fernsehserie, Folge: Unser täglich Brot)
- 2002: Hellchild: The World of Nick Lyon
- 2002: Beyond the Limits
- 2003: So, You’ve Downloaded a Demon
- 2004: Lord Of The Undead
- 2005: Der Clown
- 2006: The Black Forest
- 2007: Wie angelt man sich seine Chefin
- 2008: 80 Minutes
- 2008: Freundschaften und andere Neurosen
- 2009: Die Doomsday Gleichung
- 2013: Promi Shopping Queen (VOX)
- 2014: Tatort – Der Hammer
- 2024: Goodbye Deutschland! Die Auswanderer

## Auszeichnungen
- Best Newcomer Award, Sixth International Cult TV Awards, November 2000